# Auguaise
Auguaise é uma comuna francesa na região administrativa da Normandia, no departamento Orne. Estende-se por uma área de 2,24 km². Em 2010 a comuna tinha 216 habitantes (densidade: 96,4 hab./km²).